# Ribnjaci Pisarovina
Ribnjaci Pisarovina este o arie protejată (sit de importanță comunitară — SCI) din Croația întinsă pe o suprafață de 389,82 ha, integral pe uscat.

## Localizare
Centrul sitului Ribnjaci Pisarovina este situat la coordonatele 45°34′26″N 15°50′24″E / 45.574°N 15.84°E.

## Înființare
Situl Ribnjaci Pisarovina a fost declarat sit de importanță comunitară în iulie 2013 pentru a proteja 1 specie de plante și 2 specii de animale.

## Biodiversitate
Situată în ecoregiunea continentală, aria protejată conține 1 habitat natural: Ape stătătoare oligotrofe până la mezotrofe, cu vegetație de Littorelletea uniflorae și/sau de Isoëto-Nanojuncetea.
La baza desemnării sitului se află mai multe specii protejate:
- plante (1): Marsilea quadrifolia
- mamifere (1): vidră de râu (Lutra lutra)
- reptile (1): țestoasa de baltă (Emys orbicularis)